# Nick Catanese
Nick Catanese är Black Label Societys andragitarrist sedan 1998, med smeknamnet "Evil Twin". Nick slog sig ihop med Zakk Wylde när han såg Wyldes e-postadress i en tidning.

## Fotnoter
1. ↑  Freebase Data Dumps, Google.[källa från Wikidata]